# Alfaro Vive Carajo: Del sueño al caos
Alfaro Vive Carajo: del sueño al caos es un documental ecuatoriano de la cineasta Isabel Dávalos acerca de la historia del grupo subversivo ecuatoriano Alfaro Vive ¡Carajo! (AVC), entre los años 1983 y 1988.

## Argumento
El documental narra, desde la vivencia personal, la investigación de su directora Isabel Dávalos sobre Alfaro Vive ¡Carajo!. El documental relata acciones de AVC contadas por sus protagonistas, desde los inicios de este grupo armado, que data de 1983, pasando por su perspectiva política, el uso de armas, el robo de la espada de Eloy Alfaro, el asalto a un banco con miembros vestidos como monjas, el secuestro del banquero Nahim Isaías Barquet y las denuncias de represión y violaciones a los Derechos Humanos por parte del gobierno del entonces presidente León Febres Cordero.

## Rodaje
El interés de la directora del documental por el movimiento Alfaro Vive Carajo surgió luego de conocer a Mauricio Samaniego, cineasta y exmiembro de ese grupo.
Entre los entrevistados, además de Samaniego, se encuentran los exdirigentes subversivos Santiago Kingman, Juan Cuvi, Pedro Moncada, Patricia Peñaherrera, María Rosa Cajas, María Clara Eguiguren, Marco Troya, y se incluyen declaraciones de los expresidentes León Febres Cordero y Osvaldo Hurtado, periodistas, familiares de víctimas, etc.
El nombre del documental viene de la frase “del sueño al caos”, dicha por Kingman, cuando se refiere a la situación de Ecuador en el momento en que se formó la organización insurgente, a principios de los años 80.